# Чирпан
Чирпа́н (болг. Чирпан) — місто в Старозагорській області Болгарії. Адміністративний центр общини Чирпан.

## Населення
За даними перепису населення 2011 року у місті проживали 15 532 особи.
Національний склад населення міста:
| Національність   | Кількість осіб | Відсоток |
| ---------------- | -------------- | -------- |
| болгари          | 11731          | 88,4%    |
| турки            | 730            | 5,5%     |
| цигани           | 667            | 5,0%     |
| інша             | 19             | 0,1%     |
| не визначились   | 128            | 1,0%     |
| Всього відповіли | 13275          |          |

Розподіл населення за віком у 2011 році:
Динаміка населення:

## Постаті
- Іван Галабов (1918—1978) — болгарський філогог.
- Дебогорій-Мокрієвич Володимир Карпович — український політичний діяч часів Російської імперії. Помер у Чирпані.
- Пейо Яворов (1878-1914) — болгарський поет-символіст, революціонер.